# Chiesa dell'Annunziata (Santa Lucia del Mela)
La chiesa dell'Annunziata sorge in posizione panoramica non molto distante da piazza Margherita o Borgo e il prospetto principale si affaccia a levante. È una delle più grandi chiese di Santa Lucia del Mela. Appartenente all'Arcidiocesi di Messina, Lipari, Santa Lucia del Mela.

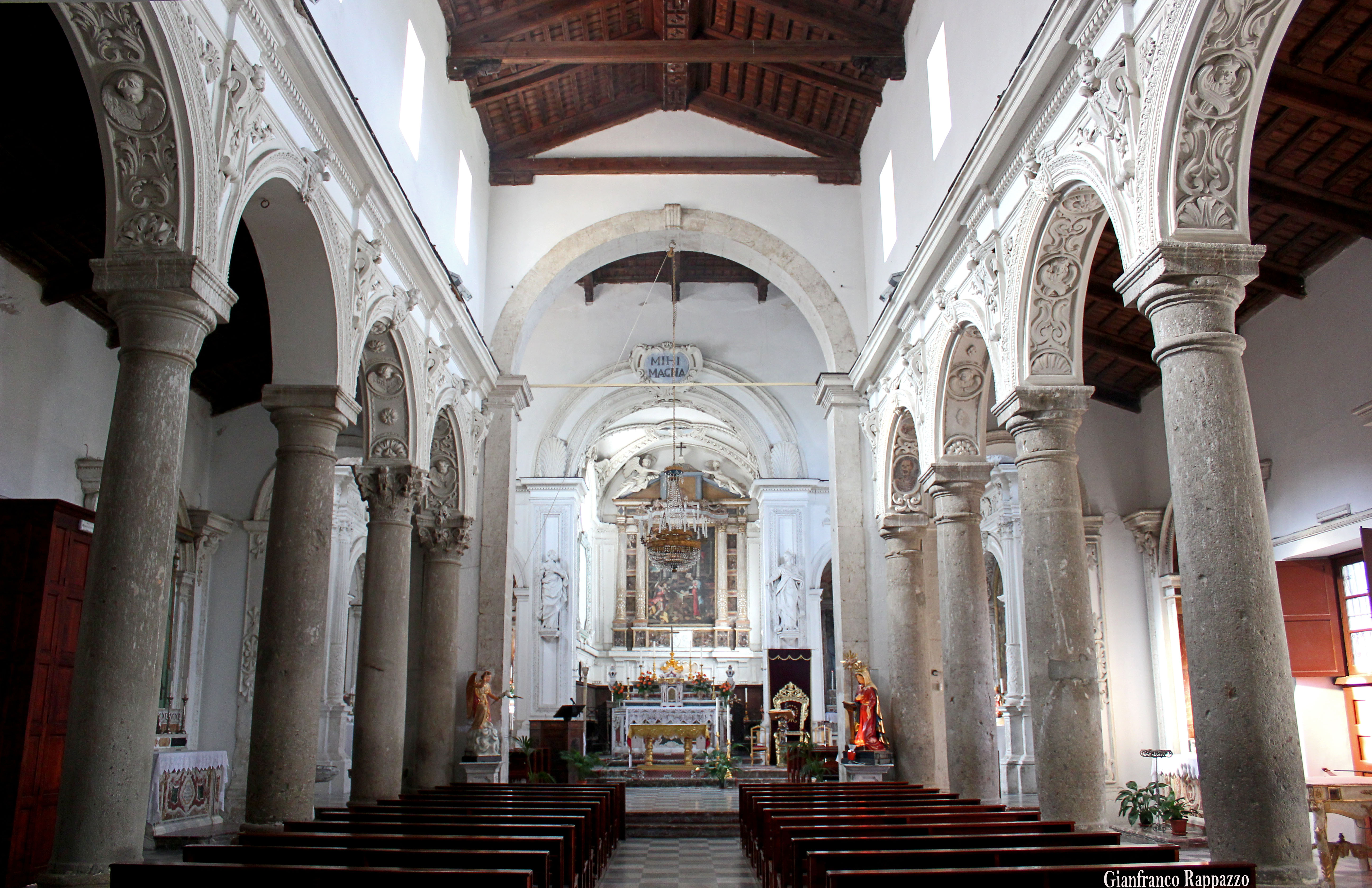

## Storia
La chiesa dell'Annunziata è un monumentale luogo di culto risalente alla prima metà del XV secolo, presenta un impianto a tre navate divise da dieci colonne. Delle colonne otto presentano capitelli di stile dorico, due reggono capitelli di stile corinzio, queste ultime presumibilmente provenienti dal primitivo santuario di Diana Facellina già noto tempio di Artemide Facellina durante la dominazione greca della Sicilia, documentato nel comprensorio della città di Milazzo. Al di sotto della piazzetta adiacente alla chiesa si trova il cimitero, continuazione della grande cripta.

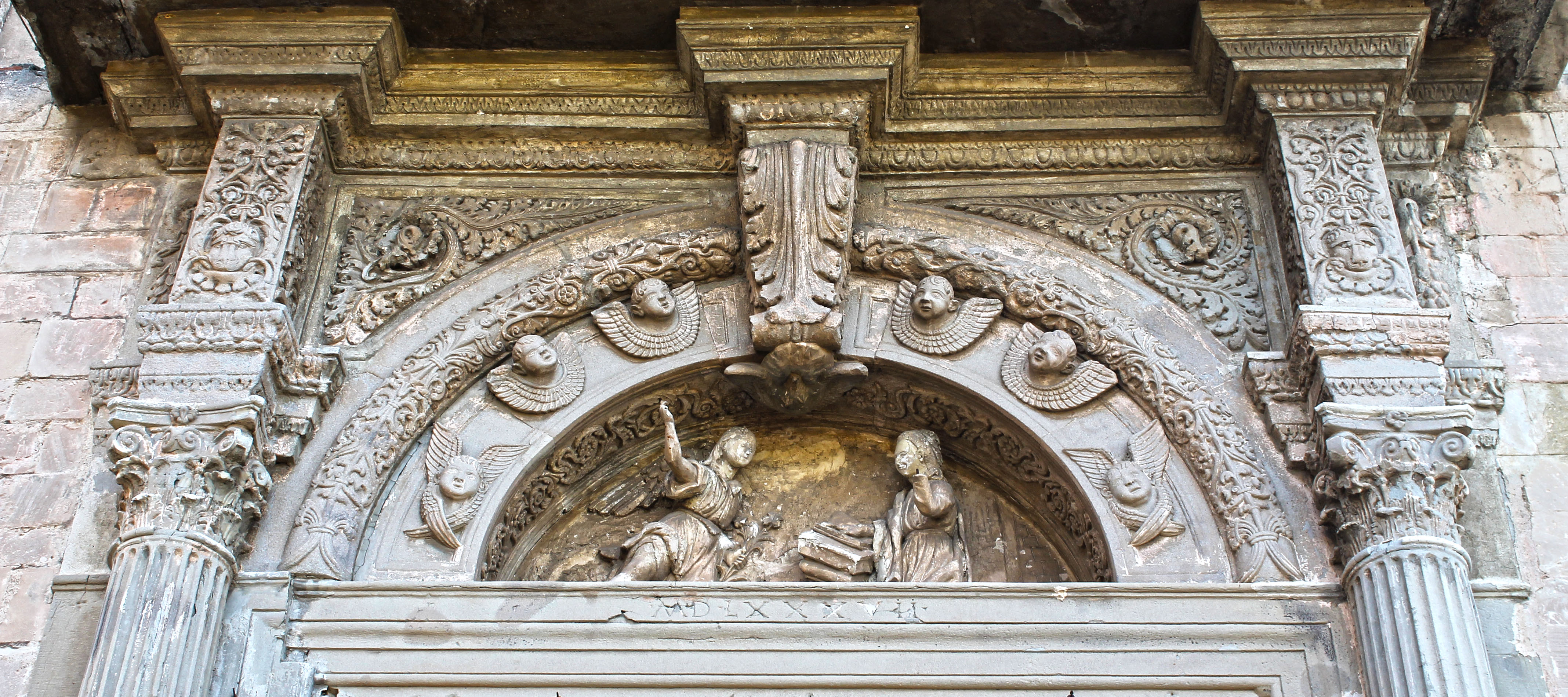

## Esterno

### Prospetto
Il prospetto è caratterizzato da un magnifico portale nella cui lunetta è inserito un manufatto marmoreo raffigurante l'Annunciazione del Signore realizzato nel 1587.

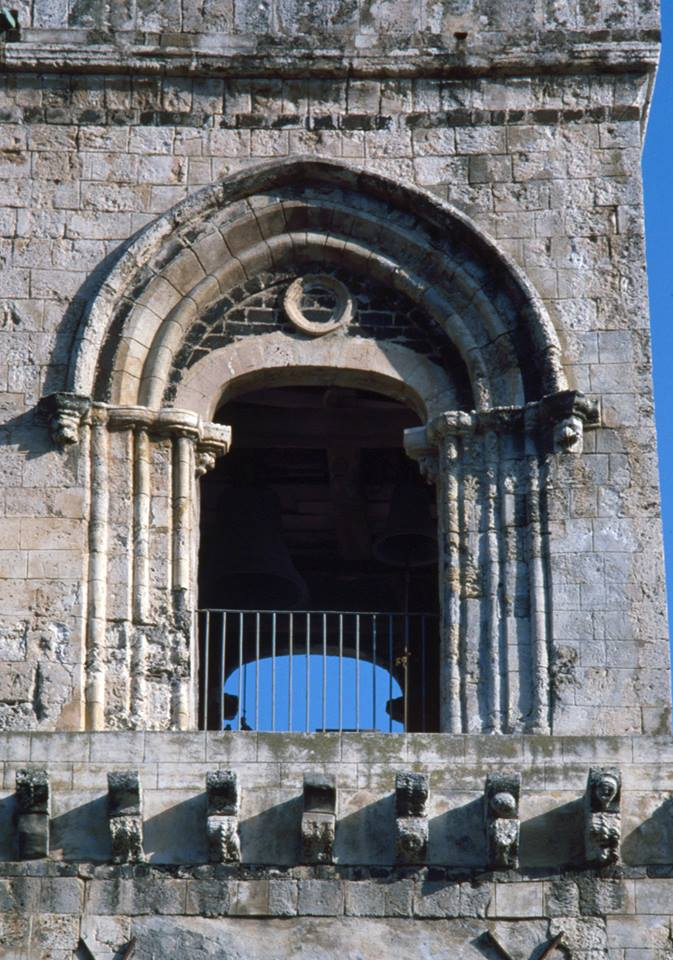
Particolare Campanile

### Campanile
Sul lato sinistro, incastonato nella facciata, s'innalza il maestoso campanile eretto nel 1451 a quattro ordini coronato da merli ghibellini a coda di rondine e merli guelfi squadrati agli angoli, che coronano una cuspide maiolicata nel 1960 che sormonta la cella campanaria sommitale.

## Interno
L'interno presenta un soffitto ligneo con mensole originarie del XV secolo. Notevole il settecentesco apparato decorativo in stucco. 

### Navata destra

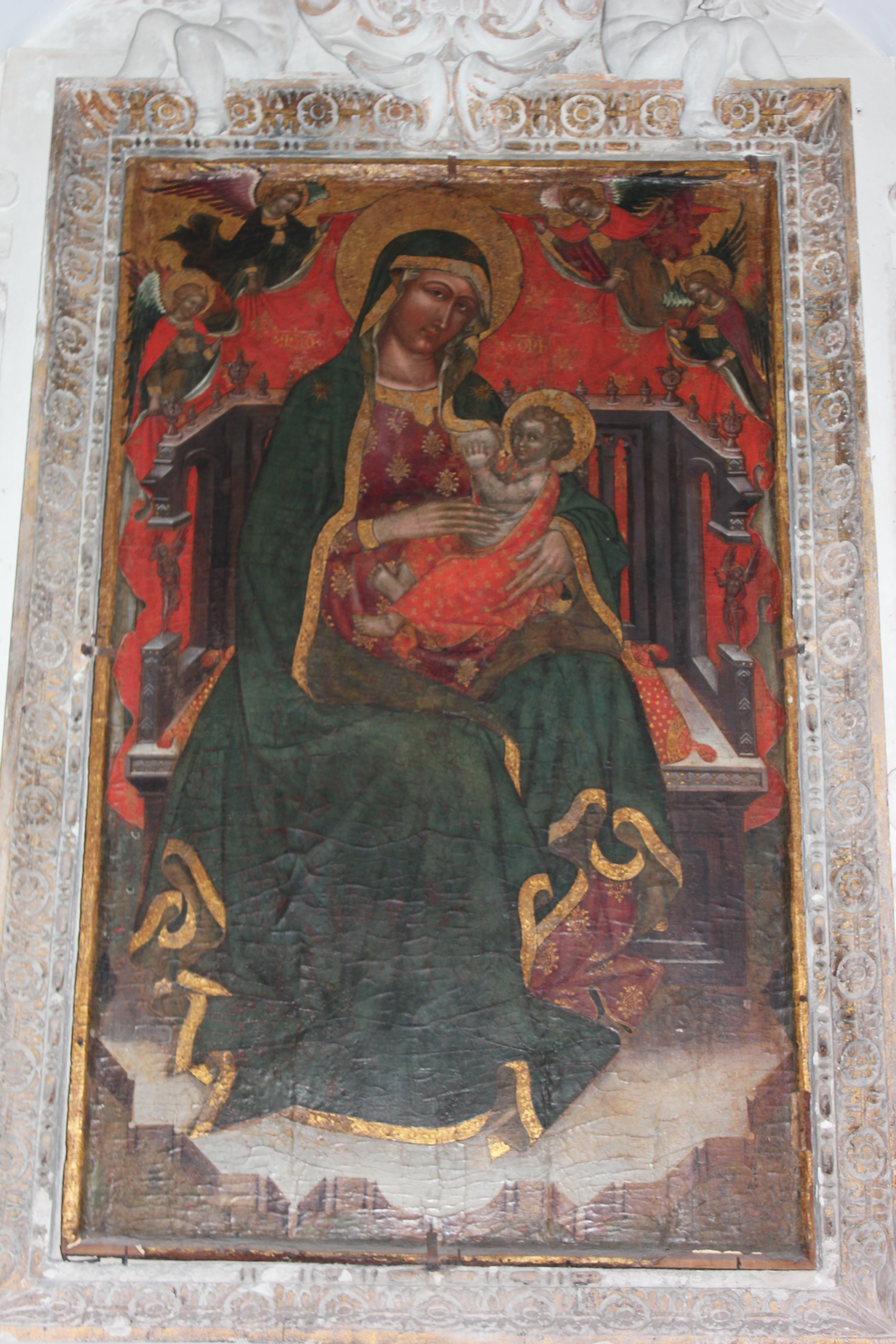
Dipinto Madonna delle Grazie, 1400

- 1572, Fonte battesimale, manufatto marmoreo.
- Madonna delle Grazie, dipinto su tavola, d'ignoto veneto del XV secolo, il dipinto più antico e pregevole della città.
- Buona Morte, dipinto su tela di ignoto autore del XVII secolo.
- Madonna della Catena, statua in gesso del 1920.

### Navata sinistra
- Madonna del Soccorso, dipinto su tela di ignoto autore del XVII secolo.
- Sant'Antonio di Padova, dipinto su tela attribuito a Guglielmo Borremans del XVII secolo.
- Altare di San Giuseppe, statua lignea del XVIII secolo.

### Transetto
- Circoncisione di Nostro Signore Gesù Cristo, dipinto su tavola XVI secolo, opera attribuita a Deodato Guinaccia o alla scuola di Polidoro da Caravaggio.
- Madonna della Mercede, dipinto su tela di Antonio Giuffrè del XVI secolo.
- Immacolata Concezione, statua lignea del 1904.
- Absidiola destra: Cappella del Santissimo Crocifisso. L'ambiente custodisce un Crocifisso, opera lignea di ignoto XVII secolo, collocato nell'edicola dipinta con le tre figure dolenti ai piedi della croce: la Vergine Addolorata, Maria Maddalena, San Giovanni Evangelista. Nella stessa cappella è presente un tabernacolo in stile gaginesco del 1688.
- Absidiola sinistra: Cappella del Santissimo Sacramento. L'ambiente custodisce un pregevole tabernacolo in stile barocco, con colonne tortili e capitelli corinzi che reggono un timpano spezzato con putti sulle cimase. Sulla volta affreschi settecenteschi, ai lati piedistalli marmorei con vasotti fiammati.

### Altare maggiore
Arco absidale delimitato da statue in stucco, sulla sommità è presente un cartiglio recante l'iscrizione "MIHI MAGNA".
Al centro del transetto a ridosso dell'abside centrale si trova l'altare maggiore in marmi policromi del 1775, alle pareti gli scranni del coro.
La sopraelevazione è costituita da colonne scanalate binate con fusto arabescato alla base. Disposizione lievemente convessa, la coppia centrale prospetticamente avanzata. Per ogni lato - lo spazio fra colonne ospita quattro scenette raffiguranti episodi biblici.
L'architrave con angeli in stucco e stele intermedia reca un baldacchino nella parte centrale. Nell'edicola sottostante campeggia il quadro raffigurante l'Annunciazione, dipinto su tela di Antonio Biondo del 1599.

## Sagrestia
Di gran pregio gli armadi della sacrestia del 1751, un ostensorio d'argento del XVI secolo. Interessante è il museo parrocchiale nell'adiacente Palazzo Vasari.

## Opere
- XVII secolo, Trionfo del Santissimo Sacramento e Santi raffigurante Santa Rita da Cascia, San Pietro e San Paolo e probabilmente Sant'Agata, dipinto su tela, staccato negli anni '60 per essere abbandonato nella torre campanaria della parrocchia. Ritrovato e trasferito al deposito di Palazzo Arcivescovile, recentemente restaurato e riconsegnato alla comunità il 22 settembre 2019.

## Parroci
- Don Paolo Impalà.